# Nikki Newman
Pour les articles homonymes, voir Newman.

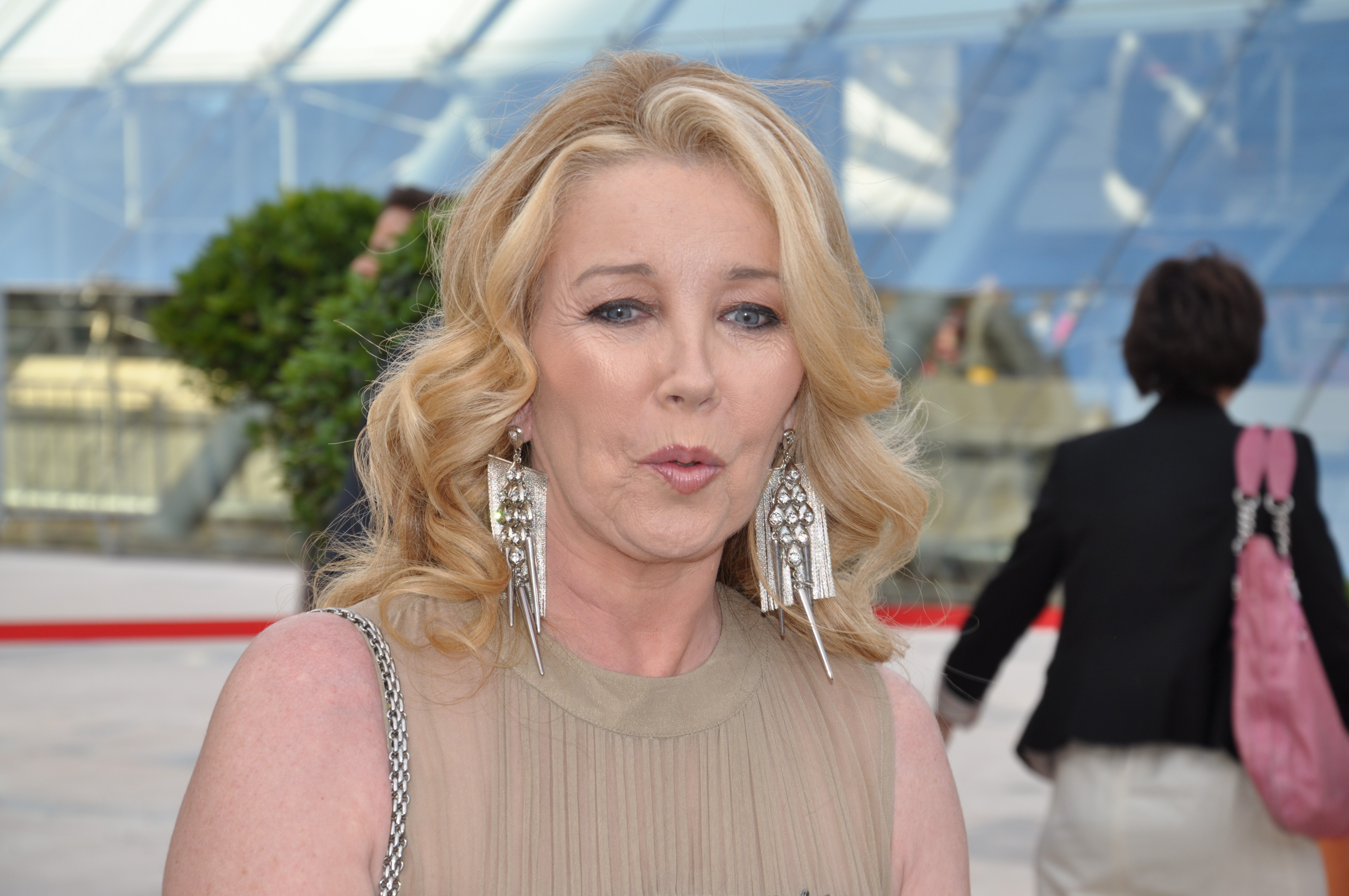
Melody Thomas Scott

Nicole "Nikki" Newman (née Reed) (anciennement Foster, Brancoft, Sharpe, Abbott et veuve Disalvo, Landers, Chow) est un personnage fictif du soap opera Les Feux de l'amour interprété depuis 1979 par l'actrice Melody Thomas Scott. 
Melody Thomas Scott et Eric Braeden incarnent Nikki et Victor Newman, le super-couple de la série. 
Les Feux de l'amour sont diffusés aux États-Unis depuis le 26 mars 1973. En France, le feuilleton commence sur TF1 le 16 août 1989 avec l'épisode N° 3263 (diffusé aux États-Unis le 10 janvier 1986). Les 13 premières saisons n'ont jamais été diffusées (les épisodes tournés de 1973 à 1985 resteront à tout jamais inédits, au total 3 262 épisodes). TF1 commence la diffusion avec les épisodes de 1986. 3 ans de décalage avec la diffusion américaine.
Actuellement, nous avons 3 ans et 3 mois de retard par rapport aux États-Unis.

## Interprètes
Nikki a été interprétée adulte par :
- Erica Hope (de 1978 à 1979)
- Melody Thomas Scott (depuis février 1979)
- Robin Eisenman (elle a remplacé temporairement Melody en 1984)

Lors d'un flash-back, nous pouvons découvrir Nikki, alors une enfant, interprétée par :
- Samantha Mahurin (en 2004)

## Histoire

### Les conquêtes de Nikki
- Nicole Reed dite Nikki est une jeune adolescente peu sociable qui vit avec sa sœur Cassandra Reed et leur mère. Elle tuera son père Nicholas Reed en 1978 alors qu'il tentait de la violer. Nikki a ses premières relations sexuelles avec Paul Williams un serveur. Leur relation ne dure pas, mais Paul transmet à Nikki une MST qui se soignera sans complication. Toutefois Nikki et Paul restent bons amis. Elle rencontre Greg Foster avec qui elle se marie en 1979, mais, s'ennuyant chez elle, elle devient mannequin pour Rose DeVille, propriétaire de l'agence La Plus Belle Rose. Mais très vite, elle s'aperçoit que cette agence est un réseau de prostitution. Lorsqu'un client essaie d'avoir des relations sexuelles avec Nikki dans une chambre d'hôtel, elle s'enfuit et l'homme a une crise cardiaque. Nikki appelle Rose qui fera disparaître le corps...
- Nikki travaille alors au Bayou en tant que strip-teaseuse. C'est là qu'elle rencontre Victor Newman. Victor fera de Nikki une femme distinguée et élégante, il l'invitera chez lui et la couvrira de cadeaux. Bien que Victor ne soit pas amoureux de Nikki, il succombe à son charme et ils passent une nuit ensemble. Pensant avoir fait une erreur, Victor rompt avec Nikki et lui présente Kevin Bancroft, un homme riche.
- Nikki entame une relation avec Kevin dont elle tombe enceinte. Pensant que l'enfant est de lui, il l'épouse. Nikki accouche de Victoria. S'ennuyant de nouveau, elle retourne au Bayou. Quand Alison, la mère de Kevin, découvre le métier de Nikki, elle prévient son fils qui divorcera, après avoir fait un film pornographique dans lequel apparaît soi-disant Nikki. À la suite du scandale du film, Alison obtient la garde de Victoria et s'enfuit avec elle, pensant que c'est sa petite fille. Rick Daros découvre l'identité du père de Victoria qui n'est autre que Victor; il retrouve Alison qui rendra Victoria à sa mère.
- Tony Disalvo, un truand va mettre la main sur le film pornographique, où Nikki apparaît grâce à des montages. Nikki séduit Tony et va même jusqu'à l'épouser. Il sera tué par Paul et Andy Richards.

### Le premier mariage avec Victor Newman
- Nikki sort avec Rick Daros. Victor fouille dans le passé de Rick et découvre qu'il a assassiné sa femme, Melissa. Lors d'un voyage, Rick séquestre Nikky mais elle sera sauvée par Andy, Paul et Victor. Nikki et Victor s'avouent enfin leur amour. Ils se marient en 1984. Elle se rendra compte qu'il est perturbé par l'absence de ses proches. Elle engage Paul pour qu'il retrouve la famille de Victor.
- Cora et Matt Miller la mère et le frère de Victor débarquent à Genoa; il apprendra que son père, Albert, est mort. Victor pardonne à sa mère de l'avoir mis à l'orphelinat. Elle meurt d'un cancer peu de temps après.
- Lorsqu'Ashley Abbott découvre que son véritable père est Brent Davids et non John, elle fugue et se fait kidnapper. Avec l'aide de Victor, John retrouve sa fille, et demande à Victor d'accueillir Ashley quelque temps pour qu'elle se remette de ce traumatisme. Victor et Ashley entament alors une relation secrète. Nikki le découvre et se met à sortir avec Jack Abbott, le frère d'Ashley, pour se venger. Nikki essayera aussi de mettre Matt avec Ashley, mais en vain.
- Nikki est atteinte d'une maladie incurable. Victor quitte Ashley pour elle. Ashley découvre qu'elle est enceinte, Matt propose alors de l'épouser et d'élever l'enfant avec elle, mais elle avorte. Victor découvre que Nikki est sortie d'affaire depuis un moment et qu'elle simule. Il la quitte pour se remettre avec Ashley, mais quand il apprend qu'elle a avorté, il la quitte à nouveau. Ashley va tomber dans une grande déprime et se fera soigner à New York.
- Furieux de ce que Victor a fait à sa sœur, Jack va persuader une journaliste, Leanna Randolph d'écrire sous un pseudonyme une biographie sur Victor. Sans le dire à Jack, elle glissera un chapitre sur l'avortement d'Ashley.
- Nikki est encore enceinte, et pense que cela pourra la rapprocher de Victor, mais à la sortie de sa biographie “L'impitoyable”, il est persuadé que c'est un coup de Nikki. Victor va au bout de la procédure de divorce et se rapproche de Leanna sans savoir qu'elle est l'auteur de la biographie à scandale. Leanna et Victor se marient et cette dernière, tombée amoureuse, s'en voudra pour le scandale ; elle écrit alors “Victor Newman-Homme et Mythe” et avoue la vérité à Victor. Il annule le mariage et se venge de Jack en nommant Brad Carlton PDG chez Jabot Cosmétiques, l'entreprise des Abbott que Victor a rachetée.

### La naissance de Nicolas Newman et le mariage avec Jack
- Victor décide de se réconcilier avec Nikki à la suite de la naissance de leur deuxième enfant, Nicholas Newman. Mais pour se venger, Jack se rapproche de Nikki et cette dernière le choisissant, ils se marient. Jack est un père pour Nicolas.
- Victor pose un dilemme à Jack: s'il divorce de Nikki, il réintègre Jabot. Jack accepte mais Victor élabore un contrat facile à annuler. Et quand Jack quitte Nikki, Victor annule l'accord.
- Nikki, enceinte de Jack, fait une chute de cheval et perd le bébé. À la suite de cela, elle devient alcoolique.
- Nikki refuse de se faire opérer, car la chute à cheval à occasionner un problème de dos. Victor menace de lui enlever la garde des enfants, pour son bien. Avant l'opération elle demande à Ashley de s'occuper de ses enfants si elle ne survit pas. Quand elle redevient sobre et en bonne santé Jack lui demande d'avoir un enfant.
- Pendant ce temps, Jack va tout mettre en œuvre avec l'aide de Brad pour reprendre les rênes de Newman Entreprise. Quand Victor découvre ce que fait son ennemi, ils se battent et le plafond du bureau lui tombe dessus. Sur son lit d'hôpital, il demande à Nikki de l'épouser mais elle est enceinte et obligée de rester mariée à Jack.
- Après une dispute avec Victor, Nikki tombe dans les escaliers et donne prématurément naissance à un bébé qui ne survivra pas. La famille Abbott et Ashley vont accuser Victor. Ashley divorcera.

### Ses mariages avec Brad et Joshua Landers
- Nikki devait se marier avec Brad Carlton, mais le même jour, Victor se fait tirer dessus par la nouvelle conquête de Jack, Mari-Jo Mason. Nikki fait arrêter la cérémonie pour se joindre à Victor tandis que Brad part seul en voyage de noces.
- Nikki et Hope s'attendaient à ce qu'il demande en mariage l'une d'entre elles. Mais au lieu de cela, il épouse Diane Jenkins, l'ex-fiancée de Jack. Hope retourne au Kansas, tandis que Nikki épouse son gynécologue, Joshua Landers. Nikki et Diane se disputent souvent. Nikki, sachant que Diane veut un enfant de Victor, le convainc de faire une vasectomie.
- L'épouse déclarée morte de Joshua, Veronica Landers, le tue quand il la rejette et tire sur Nikki.

### Mariage avec Victor
- Alors que Nikki est sur son lit de mort. Victor réussit à convaincre Diane de divorcer pour qu'il se marie avec Nikki avant qu'elle ne meure lui promettant qu'ils se remarieraient ensuite. Mais Nikki survit, et Victor refuse de se remarier à Diane. Celle-ci va faire annuler le mariage Nikki-Victor.

### L'échange des spermes
Alors que Victor recommence sa romance avec Ashley, Diane tombe enceinte de lui après l'insémination du sperme restant de sa vasectomie. À la naissance de Christian Newman, Victor demande de faire un test de paternité. L'enfant se révèle ne pas être le fils de Victor. Diane part en Italie avec son fils. Nikki lui avoue qu'elle a échangé les deux échantillons de sperme.

### Remariage avec Victor
Victor avait pour projet de demander Nikki en mariage, mais à la vue de Julia, il décide d'interroger toutes ses anciennes conquêtes pour ne pas refaire les mêmes erreurs avec Nikki. Pendant qu'il rend visite à Ramona et Hope, il est suivi par Leanna. Elle annonce à Nikki qu'il rend visite à toutes ses ex. Mais Nikki pardonne à Victor, et ils se marient.

### L'affaire Marsino
- Nikki avoue à Victor que le cadavre retrouvé dans les décombres à côté du centre de jeunes est celui de Joshua Cassen, qu’elle avait accidentellement tué à 5 ans avec l’arme de son père. Elle lui avoue également qu'elle a retrouvé le cadet de Joshua, Bobby Marsino, et qu'elle s'est rendu compte que son acte avait brisé la famille Cassen. Pleine de remords, elle invite Bobby ainsi que sa femme Britanny au ranch pendant les travaux de leur appartement. Nikki se sent trop coupable pour dire la vérité à Bobby et c'est Victor qui s'en charge. Choqué, Bobby quitte momentanément la ville et Nikki en veut à Victor.
- Bobby ne dénonce pas Nikki mais il a toujours des problèmes d'argent et est obligé de s'associer avec la Mafia. Britanny enceinte, de peur que son fils ne soit la cible de la Mafia, prétend que le père de son bébé est J.T. Hellstrom mais Nikki découvre la vérité. Elle est ensuite capturée par les mafieux à qui elle forcée de dire la vérité mais est sauvée par Victor, Paul Williams et Bobby. Cette expérience l'ayant traumatisée, Victor organise une fête en son honneur où le groupe Il Divo est invité ; puis il l'emmène en vacances.

### N.V.P
- Phyllis sympathise avec Nikki et toutes deux soumettent à Victor leur idée de créer NVP une société de spas de luxe. Jack refusant d’être leur mécène, Victor accepte, le faisant comme cadeau de Noël pour Nikki.
- Victor ne va apprécier la liaison extra-conjugale entre Nick et Phyllis et il la vire de NVP. Il va également remplacer Nick et Vicky à la tête de l’entreprise, déçu par la tournure de leurs vies personnelles (liaison de Nick et mariage de Vicky avec Brad) et va par contre protéger Gloria contre Jack qui la hait ; Victor convainc John (qui est en prison) de donner une procuration à Gloria.
- Nikki ne voulait pas se séparer de Phyllis et va commencer à se disputer avec Victor ; ils se réconcilient quand il la sauve d’une agression mais il reçoit un grave coup sur la tête. Son comportement s’en trouve changé : il réengage Phyllis, Nick et Vicky, fait même entrer Brad au Conseil d’Administration. Il achète un labrador du nom de Zapato. Jack profite de l’attitude de Victor pour lui soutirer de l’argent afin de racheter Jabot à Katherine et parvient même à s’emparer de N.V.P. sous les yeux de Phyllis et Nikki indignées.

### Campagne électorale
- Nikki se présente aux élections sénatoriales, influencée par Katherine Chancellor. A diverses reprises son passé ressurgit. Jack prétend que Nikki est pour la prostitution. Nikki est furieuse. Une vidéo d'un de ces strip-tease se retrouve sur internet.
- Elle est persuadée que c'est Jack qui est derrière tout cela, mais en fait c'est David Chow. Jack le vire. David Chow est engagé par Nikki ainsi que Karen Taylor. Alors que Karen est sortie, David et Nikki s'embrassent. Peu après, ils se mettent d'accord de n'en parler à personne et de ne plus recommencer. Sharon et Phyllis se doutent d'une possible relation entre David et Nikki. Elles placent une caméra dans le bureau de Victor et filment la scène du baiser entre Nikki et David. Cela sera fatal pour elle car Jack remportera l'élection.

### Divorce avec Victor et mariage avec David Chow
- Nikki pense que Victor aurait été capable du meurtre de Ji-Min. Victor, furieux, presse son divorce avec elle.
- Nikki en profite pour se marier avec David, qui était jusqu'alors son amant.
- Lors du gala de charité 2008 où toutes les personnalités de Genoa se retrouvent, David la drogue et organise un accident où tous les deux devraient mourir. À la fin de la soirée, Nikki ne se sent pas bien, Paul et JT voient qu'elle est droguée et ils la ramènent chez elle. Alors que David la cherche pour rentrer, Sabrina ne trouve plus son chauffeur et lui demande de la raccompagner chez elle. David refuse, car il sait qu'ils vont mourir tous les deux.
- Elle insiste et il accepte. La conductrice orchestre un terrible accident, David et Sabrina meurent. Nikki devient veuve.

### Mort de David et le retour vers Victor
Paul Williams enquête sur David et a constaté que David n'était même pas son vrai nom. Nikki allait demander à David le divorce à nouveau quand elle a découvert que David allait la droguer avec de la morphine. Le mariage a été dissous par la mort de David dans un accident de voiture. La femme de Victor Newman, Sabrina a également été tuée. Blessée par les actions de son mari, Nikki offre son soutien Victor afin de passer à travers sa tragédie, mais il refuse et quitte Genoa City pour le Mexique pour pleurer Sabrina. Nikki finit par le suivre au Mexique. Là, elle insinue que Victor a tué l'homme responsable de la mort de Sabrina. Victor nie ces allégations et déclare qu'il n'aurait jamais plus de sentiments romantiques pour Nikki à nouveau et qu'il souhaitait sa mort, au lieu de celle de Sabrina. Frustrée par Victor, Nikki retourne à Genoa City.
Plus tard, Nicholas Newman trouve Victor gisant sur le sol de la galerie d'art de Sabrina. Nikki se précipite vers l'hôpital pour voir Victor, mais obtient le même rejet. Quand le médecin est venu chercher Victor, il avait disparu. Il avait quitté l'hôpital et la ville à nouveau. Nikki, toujours déterminée à trouver Victor, demandé de l'aide à Ashley Abbott. Nikki était déterminée à retrouver Victor et le ramener à Genoa City. Toutefois, elle finit par entamer une relation avec son amour de jeunesse, détective privé et ami de longue date, Paul Williams, tandis que Victor et Ashley se remettent ensemble. 

### La mystérieuse disparition de Nikki
En mai 2009, Nikki accepte la proposition de mariage de Paul, mais la nuit avant leur mariage, elle dit à Paul qu'elle ne peut plus se marier avec lui. Avant de partir, elle va voir Victor et lui explique qu'il était le seul homme qu'elle ait jamais vraiment aimé. Tout en laissant le ranch pour aller rencontrer son taxi, Nikki est alors éclairée dans la nuit par une voiture conduite par Ashley Newman, qui est mentalement instable et délirante, qui l'avait prise pour l'ex-épouse de son mari, la défunte Sabrina Newman.
Nikki disparaît plusieurs semaines. En réalité, à cette époque-là, l'actrice Melody Thomas-Scott avait été virée du feuilleton à cause de conflits financiers entre les producteurs et l'actrice. Finalement un accord est trouvé et Nikki peut revenir à Genoa City après quelques semaines. On apprend qu'elle a passé un séjour dans une résidence loin de Genoa City pour réfléchir. Elle revient lorsqu'elle apprend qu'on a tiré sur Victor. Nikki restera au chevet de son ex-mari, qui doit subir une greffe de cœur.

### Nikki et Victor quittent Genoa city
Le 2 novembre 2009, Nikki et Victor partent eu Europe. Victor doit entrer dans une clinique de rééducation cardiaque à la suite de sa greffe de cœur (épisode diffusé en France le 21 mai 2013 sur TF1).
En réalité, les deux stars du feuilleton étaient en désaccord avec les producteurs depuis quelques mois pour des raisons financières. Les scénaristes se sont adaptés et ont fait partir Nikki et Victor loin de Genoa city.

### Nikki et Victor sont de retour à Genoa city
- Nikki revient le 24 décembre 2009 (épisode qui sera diffusé en France aux alentours du 13 juillet 2013 sur TF1). Victor est de retour le 15 janvier 2010 (épisode qui sera diffusé en France aux alentours du 2 août 2013 sur TF1).
- Cette première moitié de l'année 2010 est marquée par la mort d'Adam le 1er avril lors du bal de la police à l'Athlétic Club. Il s'avère plus tard que l'homme tué lors de cet incendie n'est pas Adam mais un homme qui lui ressemble beaucoup du nom de Richard Hightower. En effet, Adam s'est échappé et installé au Brésil avec sa complice Skye Lockhart afin que sa famille paie pour ce crime. Finalement, avec l'aide de plusieurs personnes dont Sharon et Jack, Victor retrouve Adam au Brésil et le force à revenir à Genoa afin de disculper Nick du meurtre de Hightower.

### L'arrivée de Meggie McClaine: Nikki et Victor rompent
- La seconde est marquée par la descente aux enfers de Nikki. Après le retour de Victor, ils planifient de se marier. Cependant, Meggie McClaine, une serveuse canadienne qui a aidé Victor à retrouver Adam et qui lui avait déjà fait des avances là-bas, débarque à Genoa en leur demandant leur aide : Shaw Roberts, qui a failli tuer Victor au Canada, veut se débarrasser d'elle car elle l'a aidé. Au début, Nikki n'a pas du tout confiance en elle, elle pense qu'elle veut lui voler Victor. Alors Victor demande à Paul de faire des recherches sur elle. Il ne trouve rien. Les doutes de Nikki se dissipent lorsque Shaw retrouve Meggie au Néon Ecarlate et manque de l'agresser. Elle lui propose alors de devenir son assistante, Meggie accepte immédiatement. Un jour, elle propose à Nikki de l'alcool mais Nikki refuse en lui révélant qu'elle a été alcoolique. À partir de ce moment, elle commence à faire boire de l'alcool à Nikki à son insu en en mettant dans ses boissons, le but étant de devenir la nouvelle Madame Newman. Nikki ressent l'envie de boire et en parle à Paul et Katherine qui lui conseillent d'aller aux Alcooliques Anonymes. Elle y va et y rencontre Deacon Sharpe. Nikki recommence à boire en secret mais Deacon, qui est barman au Gloworm, la voit plusieurs fois là-bas. Très réticente à le connaître au début, ils finissent par se soutenir mutuellement. Un soir au Gloworm, Deacon surprend Meggie qui demande à un barman de mettre de l'alcool dans le verre de Nikki. Il intervient immédiatement mais Meggie, en lui expliquant ses attentions, parvient à le convaincre de la suivre en lui promettant de lui verser beaucoup d'argent une fois mariée à Victor. Nikki boit l'alcool de la maison. Meggie s'en aperçoit et le dit à Victor sans lui dire que c'est Nikki. Victor finit quand même par trouver le comportement de Nikki bizarre et lui demande si elle a recommencé à boire. Nikki nie et lui dit tout simplement qu'elle est pressée de se marier, elle n'attend que ça. Victor lui propose alors de se marier à Las Vegas. Elle accepte et ils envisagent de partir quelques jours après. Parallèlement, elle se rend souvent chez Deacon pour boire en sa compagnie sans rien dire à personne, ce qui fait qu'elle disparaît sans laisser de nouvelles. Meggie presse Deacon afin qu'ils trouvent une solution pour séparer Victor et Nikki avant qu'ils se marient.
- Le 24 octobre 2010 (épisode diffusé en France fin avril 2014 sur TF1), le jour du départ, Meggie la persuade d'aller s'acheter une robe chez Fenmore. Arrivée là-bas, Jill et elle se disputent. Elle demande à Meggie de lui faire un thé. Naturellement, Meggie en profite pour mettre de l'alcool dans sa tasse. Une fois la robe trouvée, elles s'en vont mais Nikki laisse sa tasse sur le comptoir. Alors Jill, qui la débarrasse, la sent et se rend compte qu'il y avait de l'alcool dans le thé. Elle en informe Victor qui, plus tard, confronte une nouvelle fois Nikki. Elle nie encore une fois et se réfugie chez Deacon, désespérée de ce qui lui arrive et de ce qu'elle fait à Victor. Deacon lui sert un verre d'alcool contenant quelque chose dedans qui l'assomme tout de suite. Meggie, qui l'a suivie, déshabille Nikki et s'arrange avec Deacon pour faire croire à Victor qu'ils ont couché ensemble. Elle appelle Victor pour qu'il vienne les retrouver et quand il entre dans la chambre de Deacon, il voit Nikki endormie dans le lit de Deacon. Il annule le mariage et décide immédiatement de placer Nikki en centre de désintoxication. Alors, Meggie envoie Deacon dans le même centre de désintoxication. Victor et elle ne se comprennent plus puisqu'à chaque fois qu'il vient lui rendre visite, ils se disputent. Alors elle a le soutien de Deacon, qui a décidé ne plus marcher avec Meggie. Le 5 novembre 2010, Nikki, après avoir vu leur photo de mariage sur Internet, apprend que Victor a épousé Meggie. Elle n'en revient pas. Deacon décide de la réconforter mais les choses dérapent : ils s'embrassent et couchent ensemble. Victor débarque au centre de désintoxication et surprend cette fois-ci Nikki qui couche avec Deacon. Elle lui explique que c'est un juste retour des choses : lui se marie avec Meggie, elle refait sa vie avec un autre. Mais Victor lui apprend que non seulement ce mariage était un faux, ce qui a permis d'arrêter Meggie qui était en fait une veuve noire mais aussi que c'est elle qui l'a faite retomber dans l'alcool en mélangeant de l'alcool à ses autres boissons. Nikki comprend alors qu'elle a fait une grosse erreur en n'ayant pas eu confiance en Victor mais celui-ci, écœuré par ce qu'il a vu, décide de la quitter définitivement.

### De sa romance avec Deacon à son départ en cure
- En novembre 2010, Nikki sort de cure. À sa sortie, elle va immédiatement au ranch pour voir Victor et tenter une dernière fois de s'expliquer avec lui. Il l'envoie promener et lui demande même de débarrasser toutes ses affaires avant son retour (À ce moment-là, Victor aide Skye à disparaître pour faire à croire à tout le monde qu'Adam l'a tué mais en réalité elle vit à Hawai.). Elle est vraiment dévastée mais très sollicitée par Deacon qui lui déclare son amour pour elle. Elle est réticicente à se lancer dans une nouvelle relation mais se trouve être attiré par lui. Ils couchent une nouvelle fois ensemble, au ranch Newman.
- Deacon décide de respecter la volonté de Nikki mais celle-ci ne peut plus se passer de lui. Ils mettent en couple et vivent une histoire passionnée. Deacon ne veut plus révéler son implication dans sa rechute à Nikki car il a peur de la perdre. Parallèlement, Nikki doit faire face au déchirement de sa famille depuis que Victoria et Abby, rejoints par Nick plus tard font un procès à leur père. En février 2011, Meggie est de retour. Nikki a une frayeur bleue en apprenant la nouvelle mais décide d'aller la voir en prison pour se rassurer. Elle prévient Victor de son retour mais celui-ci ne prend même pas la peine de l'écouter. Deacon craint que Meggie dise toute la vérité à Nikki. Mais Meggie lui dit qu'elle ne dira rien s'il l'aide à s'évader. Il refuse dans un premier temps mais finit par accepter. Le jour de l'évasion de Meggie, Deacon lui fournit une tenue d'infirmière et un faux badge de la prison. A peine a-t-elle foulé le pied dehors qu'elle se fait arrêter. Elle comprend alors que Deacon l'a piégé. Pour se venger, elle appelle Nikki, lui demande de venir et lui dit que Deacon l'a aidé à la faire replonger dans l'alcool. Lorsque Deacon les rejoint, il est trop tard. Nikki est dévastée. Elle rompt avec Deacon, le vire de sa chambre à l'Athlétic Club et sentant à la fois trahie et plus seule que jamais, recommence à boire. Deacon revient pour lui expliquer pourquoi il a fait et que maintenant il tient vraiment à elle mais elle refuse et le met dehors. De plus, elle demande à la direction du Club de virer Deacon. Avant de partir, Deacon voit une bouteille d'alcool vide sous une petite table dans la chambre de Nikki. Il en déduit qu'elle a recommencé à boire et prévient Nick et Victoria. Ils décident d'aller voir leur mère pour en avoir le cœur net mais celle-ci fait mine d'aller bien devant eux.
- Abby, Victoria et Nick finissent par gagner le procès contre leur père le 8 mars, le jour de l'anniversaire de Victor. Quand elle apprend la nouvelle, Nikki est furieuse que la situation familiale se soit autant dégradée. Elle décide alors de rendre visite à Victor. Elle lui dit être vraiment désolé pour lui mais aussi en colère contre leurs enfants. Au bout d'un moment, Nikki lui dit qu'il est temps qu'elle parte mais Victor souhaite qu'elle reste avec lui et l'embrasse. Ils finissent par faire l'amour et Diane le voit puis s'en va. Quelques jours plus tard, le 11 mars, Victor et Nikki ont une discussion sur ce qui s'est passé entre eux et s'accordent à dire que c'était une erreur qui ne remet pas en compte leur situation. Quelques jours plus tard, elle apprend que Victor s'est marié avec Diane.
- Le 26 avril, Lucy, la file adoptive de Victoria et William se fait enlever avec sa "sœur" Cordélia par leur nounou, Jana. Finalement, celle-ci les abandonne saines et sauves dans une église. Mais cet enlèvement met la lumière sur les origines de Lucy : elle est en fait la fille biologique de Danny Romalotti (le fils de Phyllis) et de Daisy Carter (la fille de Sheila Carter) et William l'a acheté à une trafiquante d'enfants pour faire plaisir à Victoria, effondrée depuis qu'elle est devenue stérile. Lucy finit par leur être retiré. La nouvelle se répand très vite dans la ville. Phyllis, qui veut la garde de sa petite-fille, demande à Michael d'être son avocat mais Victor, qui se doute que Michael a accepté, le menace de le licencier s'il la représente au tribunal contre sa fille. Par conséquent, Michael décide de ne plus la représenter. Avec ces deux drames familiaux, Victor et Nikki se rapprochent de nouveau, ce qui n'échappe pas à Diane. Un soir au ranch, alors qu'ils discutent main dans la main, Diane les voit. Pour se venger de Victor, elle se rend chez Jack complètement nue sous un manteau et couche avec lui.
- Peu après, Nikki et Victor couchent ensemble. Diane les surprend au lit et les prend en photo. Nikki se sent affreusement coupable d'avoir fait ça, d'autant plus que Victor est maintenant marié. Mais Victor ne voit pas les choses comme ça; il est très content d'avoir fait l'amour avec elle et ne le regrette pas puisqu'il sait que leur amour est réciproque. Donc pour retourner avec Nikki, Victor annonce à Diane qu'il souhaite annuler leur mariage. Diane n'en revient pas et décide de retarder cette annulation de mariage. Le lendemain, le 13 mai (épisode diffusé en France le 23 octobre 2014 sur TF1) après être sorti d'une réunion des alcooliques anonymes dans laquelle était présente Deacon, Nikki accepte de diner avec lui à l'Athlétic Club. Or, Victor y est et les voit. Il n'en revient pas. Nikki le suit au ranch pour lui expliquer qu'il n'y a plus rien entre elle et Deacon et qu'elle dîne avec lui en tant qu'ami. Victor ne comprend pas pourquoi elle lui adresse la parole après ce qu'il lui a fait. Il lui dit que c'est toujours elle qui gâche leurs chances de se retrouver puis déchire le document d'annulation de mariage avec Diane (qu'elle avait finalement signée) devant elle. Pendant ce temps, sur la route du chalet Abbott, Abby, ivre, écrase accidentellement Tucker après l'avoir piégé lui et Diane afin qu'ils se rejoignent au chalet et que sa mère les voit en train de coucher ensemble. Arrivés à l'hôpital, Tucker est dans un état critique et Abby est inconsciente. Ashley décide de dire à la police que c'est elle qui conduisait, pour protéger Abby, ce qui lui vaut d'être arrêté pour tentative de meurtre notamment à cause de Diane qui a dit à la police qu'elle était juste derrière la voiture d'Abby et d'Ashley et qu'elle a vu la conductrice accélérer quand Tucker a surgi sur la route. De plus, elle lui avoue qu'elle entretenait une liaison avec lui et qu'il avait rendez-vous ce soir, la veille de son mariage avec Ashley. Quand il découvre qu'elle avait un rendez-vous galant avec Tucker le soir de l'accident, Victor lui annonce qu'il a fait annuler le mariage et qu'elle n'aura rien puisque l'arrangement prénuptial n'est valable qu'après plus d'un an de mariage. Il lui ordonne de lui rendre tous les cadeaux qu'il lui a faits, dont sa bague de fiançailles puis la met dehors.
- Quelques jours plus tard, Victor reçoit la visite de Nikki. Celle-ci lui explique qu'Abby est venue aux alcooliques anonymes et qu'elles ont pu discuter de l'accident de Tucker notamment. Après avoir écouté Abby, elle s'est demandé si ce n'était pas elle qui conduisait la voiture. Victor le prend très mal et se montre même insultant avec elle puis la vire.
- Le 3 juin 2011, c'est l'anniversaire de Nikki. Victor la croise au Gloworn et se montre très dur avec elle, si bien qu'il oublie de lui souhaiter "Joyeux anniversaire". Nikki se rend ensuite à sa réunion des alcooliques anonymes où elle fait un scandale après que Deacon ait prononcé son discours. Elle révèle aux autres personnes présentes qu'il l'a replongé dans l'alcool. Après la réunion, Deacon va au ranch et demande à Victor d'aider Nikki car elle ne va pas bien du tout. il lui rappelle aussi que c'est le jour de son anniversaire. Victor se souvient alors que Nikki lui avait souhaité un bon anniversaire en mars dernier alors qu'ils étaient fâchés. Il décide alors de l'aider. Il la retrouve seule au parc en train de boire et lui promet qu'ils réussiront ensemble à la faire sortir de cette situation. Ils annoncent la nouvelle à leurs enfants et s'en vont dans un centre de désintoxication juste après.
  - En réalité à ce moment-là, l'actrice Melody THOMAS-SCOTT est virée du feuilleton. Elle a tourné ses dernières scènes fin avril 2011 puis est apparue à l’écran jusqu’au 3 juin 2011 aux États-Unis.

### La mort de Diane
- Depuis l'introduction en bourse de Newman Entreprises, Adam et Diane se sont ligués pour nuire à Victor. En juillet 2011, il lui fait part de son nouveau plan : envoyer Victor en prison en leur place. Pour ce faire, il veut monter sa mort (celle de Diane). Cependant, Diane joue double jeu avec Adam : elle a passé un marché avec le procureur pour le faire tomber alors quand Adam l'apprend, il lui annonce qu'il ne marche plus avec elle.
- Diane doit donc se débrouiller pour rejoindre Kyle, qu'elle a envoyé dans un pensionnat en Suisse sans le dire à Jack. Grâce à Deacon Sharpe, elle est en possession de la vidéo dans laquelle Abby avoue qu'elle a renversé Tucker. Avant de s'en servir, elle décide de s'attaquer à tous les Newman. Elle commence par poursuivre Nikki, en cure de désintoxication, pour adultère et la rend responsable de l'annulation de son mariage avec Victor. Lorsque Victor apprend la nouvelle par Victoria, il se rend tout de suite à l'Athletic Club pour la confronter. Il lui ordonne de dire publiquement qu'elle a menti pour le nuire car tout ça est faux. Mais Diane, pour le faire enrager, lui montre la photo qu'elle a prise de Nikki et lui au lit au moment où ils étaient encore mariés ainsi que la vidéo de la confession d'Abby quand il la menace. Elle le menace de la diffuser s'il ne lui donne pas d'argent. Pour lui montrer qu'il ne cédera pas à son chantage, il lui arrache la caméra des mains et la jette contre la cheminée. Mais Diane commence à hurler et lui dit ne pas l'approcher, afin de faire croire à ses voisins de chambre qu'il est train de la battre. Après le départ de Victor, elle appelle la police et rapidement Victor est arrêté. Ensuite, elle vend la photo à un magazine qui en fait sa une avec le titre "Once a Stripper, Always a Slut" (Un jour une prostituée, toujours une garce). Quand Victoria appelle le centre de désintoxication pour prévenir sa mère, on lui apprend qu'elle a disparu. Après s'être disputé avec de nombreuses personnes en l'espace d'une soirée, Adam lui propose de refaire équipe pour nuire à Victor en échange d'argent mais elle, devra revenir sur tout ce qu'elle a dit au procureur. Diane accepte immédiatement. Le plan entre alors en marche le soir-même. Elle se rend au parc. Là, elle reçoit le message confirmant qu'Adam a bien transféré l'argent promis sur son compte en Suisse. Aussitôt, elle appelle Kyle pour lui dire qu'elle est en chemin puis envoie un message à Victor, Nick, Phyllis, Ashley, Tucker, Abby, Jack et Victoria leur demandant de la rejoindre près de la passerelle dans le parc. Le lendemain matin, le 2 août, on les revoit tous, agissant de manière bizarre comme s'ils voulaient cacher quelque chose. Plus tard, en allant pêcher, Murphy retrouve le corps de Diane flottant dans la rivière avec l'arrière de la tête couverte de sang. Il appelle la police. L'équipe médicale arrive rapidement sur place et confirme le meurtre de Diane. L'autopsie révèle qu'elle a été frappée derrière la tête à 10 reprises et qu'elle est morte au bout du 3e coup à peu près. De plus, elle révèle qu'une trace laissée par une bague arborant les armoiries d'Harvard est présente sur son bras ainsi qu'une clé, enfoncée dans sa gorge. En moins de 24h, l'affaire devient une affaire d'État. La police fait appel à un ancien agent du FBI, Ronan Malloy (le fils de Nina volé à la naissance), afin de la résoudre.
- Le lendemain matin du meurtre, Victor a l'intention de quitter Genoa en douce pour aller dans le centre de désintoxication de Nikki mais la police l'arrête dans l'avion parce qu'il ne doit pas quitter la ville depuis que Diane a porté plainte contre lui la veille. C'est au poste qu'il apprend que Diane est morte, ce qui l'étonne. Il fait immédiatement partie des principaux suspects avec Adam parce qu'ils avaient les raisons les plus évidentes de la tuer. Mais Ronan ne tarde pas à retrouver le portable de Diane et ainsi tous ceux à qui elle a demandé de la rejoindre dans le parc qui deviennent automatiquement suspects. Finalement, Michael apprend à Victor que Nikki est retourné au centre le matin-même.

### Le retour de Nikki et le mariage avec Deacon Sharpe
- Nikki revient le 23 novembre 2011, le jour de Thanksgiving, au ranch mais ne trouve personne là-bas étant donné que Victor est au poste et se fait interroger sur le meurtre de Diane après qu'une seringue d'acide (contenant le sang de Diane) ait été retrouvé dans son bureau. Lorsque Victor rentre chez lui, il tombe sur elle et est heureux de la voir. Il lui propose de revenir vivre avec elle et elle accepte. De plus, il lui demande où elle était quand elle s'est enfuie le soir de la mort de Diane. Nikki, très floue, lui explique qu'elle a bu quand elle a vu les photos d'eux dans la presse, qu'elle ne se souvient pas vraiment de ce qu'elle a fait mais qu'elle avait besoin d'air. Victor comprend et est vraiment content qu'elle aille mieux désormais. Mais en réalité, Nikki n'est pas sobre et continue à boire à l'abri des regards indiscrets. Juste après son arrivée, elle se rend à la réunion des alcooliques anonymes, au même endroit où elle était allée en juin, et s'excuse auprès des participants pour son comportement de la dernière fois. C'est alors qu'elle y voit Deacon mais aussi Harmony (Yolanda), la mère biologique de Devon.
- Victor demande à Michael d'enquêter sur la disparition de Nikki le soir de la mort de Diane. Celui-ci découvre rapidement qu'elle a volé le porte-monnaie d'une patiente du centre et qu'elle a loué une voiture pour Genoa qu'elle a payé en espèces. Ronan apprend par Phyllis le retour de Nikki et très vite, en fait une suspecte du meurtre de Diane. Il l'interroge sur sa disparition mais Nikki lui avoue qu'elle n'a aucun souvenir de cette nuit. Victor apprend très vite que Nikki se fait interroger et en allant au poste, Ronan lui dit qu'elle est déjà partie. En effet, Nikki est déjà partie parce que Deacon est venu la récupérer pour la déposer au ranch. A peine arrivé, Nikki se sert un verre et ne prend pas la peine d'écouter les conseils de Deacon qui lui dit de ne pas faire cette erreur. C'est alors qu'il finit par lui dire qu'il l'a vu dans le parc le soir du meurtre de Diane et qu'il sait ce qu'elle a fait mais qu'il ne dira rien. Nikki s'empare alors de la bouteille de vodka et s'enfuit dans la ferme. Victor arrive, voit Deacon dans le salon qui lui dit que Nikki boit toujours et qu'elle est quelque part dans la maison. Victor trouve Nikki dans la ferme et celle-ci, ivre, lui avoue qu'elle a tué Diane. Elle lui dit qu'elle était dans le parc, qu'elle l'a vu lui se disputer avec Diane et Victoria les voir puis, après un trou noir, qu'elle s'est réveillée couverte de sang à côté de la pierre qui a servi à frapper Diane. Victor la réconforte en lui disant que tout ira bien et elle finit par s'évanouir dans ses bras. Juste après, Ronan arrive avec un mandat d'arrêt pour arrêter Nikki mais Victor lui dit qu'il est le meurtrier de Diane. Il demande à Adam de dire qu'il l'a vu tuer Diane dans le parc, ce qui rend son aveu d'autant plus convaincant. Peu après, Adam confronte Nikki en lui disant qu'il se doute que Victor s'est constitué prisonnier pour la protéger mais qu'il ne dira rien puisque la police le découvrira. De plus, il lui dit qu'il compte prendre la place de Victor pendant son absence.
- Le 9 décembre, Nikki finit par se souvenir de son aveu à Victor. Elle demande alors Deacon ce qu'il a vu dans le parc et celui-ci lui avoue qu'il a vu Victor et une autre personne tuer Diane. Au même moment, Victor passe devant la juge. Il plaide coupable mais avant qu'elle rende sa sentence, Ronan intervient et dit que des zones d'ombre demeurent dans cette affaire et l'amènent à penser que Victor n'a pas tué Diane. La juge refuse alors les aveux de Victor et reporte son jugement à une date ultérieure. Nikki se rend tout de suite après à la prison pour lui dire qu'elle sait tout mais Victor, qui veut la protéger, lui ordonne de s'en aller. Elle retourne au ranch, dépitée, boit et pleure dans les bras de Deacon dans lesquels elle finit par s'endormir. À son réveil, Deacon lui avoue que ce sont Victor et Victoria qui ont tué Diane et qu'elle a essayé de la sauver, d'où le sang sur ses vêtements ce soir-là. C'est alors qu'il lui fait du chantage : soit elle le suit à Las Vegas pour se marier ou il les dénonce à la police. Pour protéger sa famille, elle décide de le suivre. Deacon la force à poser avec lui pour prendre des photos de mariage qu'il fait publier dans un magazine. Ainsi, Victor apprend leur mariage par Sharon, qui lui montre l'article. À son retour à Genoa, Nikki tente de lui expliquer les raisons qui l'ont conduite à se marier avec Deacon mais Victor, triste et se sentant trahi, la rejette. Nikki boit alors de plus en plus. Un jour, elle tombe même en public à l'Athletic Club et Nick est contraint de l'aider. Katherine lui propose par deux fois, de faire annuler ce mariage, mais elle refuse. Ces actions amènent Nick & Victoria à la conclusion suivante : leur mère a tué Diane et leur père s'est dénoncé pour la protéger. Pour en avoir le cœur net, Victoria confronte sa mère. Celle-ci lui dit alors de ne pas s'en faire, qu'elle et Victor la protège et que personne se saura jamais qu'elle a tué Diane. Choquée, Victoria lui jure qu'elle n'a pas tué Diane. Nikki, abasourdie, comprend que Deacon lui a menti. Au même moment, Nick l'appelle et lui apprend que la juge va accepter les aveux de Victor. Au même moment, Ronan reçoit un courriel avec une vidéo qui montre Nikki inconsciente couverte de sang près de la pierre et du cadavre de Diane. De plus, Nick appelle Victoria pour lui dire que la juge va accepter les aveux de leur père. Alors Nikki fonce au tribunal et interrompt la séance après que la juge ait condamné Victor à 25 ans de prison. Elle se dénonce mais la juge ne la croit pas et la fait arrêter pour obstruction. Deacon vient la voir en prison, elle le confronte à propos du mensonge qu'il lui a dit pour qu'elle se marie avec lui. En pensant qu'il ne s'intéresse qu'à son argent, elle décide alors de faire annuler leur mariage mais Deacon refuse, en prétendant qu'il l'aime tout simplement.

### Le nom du meurtrier de Diane révélé
- Le soir du réveillon de Noel, Nikki décide d'aller voir Victor en prison mais elle a la mauvaise surprise de voir Sharon avec lui. Elle constate qu'ils se sont beaucoup rapprochés. Victor lui ordonne alors de s'en aller et de ne plus jamais revenir. Elle se rend donc au Gloworn et commence à boire. Deacon la voit, s'excuse de lui avoir menti mais lui dit qu'il s'inquiète sincèrement pour elle et qu'il veut l'aider. Soudain, elle reçoit un message de Katherine lui disant que Victoria & William vont se remarier le soir-même. Deacon lui propose de l'emmener à l'église ou d'appeler un taxi pour elle mais Nikki refuse catégoriquement et s'en va. Cependant sur la route, elle fait un accident et est contrainte de continuer son chemin à pied. Quand elle arrive enfin à l'église, elle n'y trouve personne et pense avoir raté le mariage. Ivre, elle demande, en pleurs, à Dieu de l'aider. Quand soudain une femme, qu'elle n'avait pas vu, lui tend un mouchoir et se présente comme son ange gardien envoyé par John Abbott & Douglas Austin (deux amis de longue-date de Nikki décédés). Elle n'y croit pas mais l'ange gardien lui montre des flashbacks et à quel point elle est indispensable dans la vie de sa famille et de ses amis. L'ange gardien lui affirme aussi qu'elle n'est pas une meurtrière et qu'elle n'a pas tué Diane. Quand vient l'heure de partir, Nikki demande à l'ange comment elle pourra la contacter si elle a besoin d'elle. C'est alors que l'ange lui dit qu'elle n'aura qu'à dire "Maman" et disparaît. Nikki se rend alors compte qu'elle a parlé à sa mère décédée. Elle crie son nom dans l'église quand elle voit Victoria, William et leurs invités arriver et se rend compte que le mariage n'a pas encore commencé. Après le mariage, Nikki va voir Victor pour lui annoncer la nouvelle et pour lui dire qu'elle fera tout pour le faire sortir d'ici étant donné qu'il n'est pas coupable comme elle-même.
- Réalisant que Deacon en sait beaucoup plus qu'il le fait croire sur la nuit du meurtre, elle lui dit le lendemain qu'elle a changé d'avis et qu'elle souhaite rester mariée à lui. En réalité, elle cherche à découvrir la vérité sur le meurtre de Diane afin que Victor soit libéré. Les jours qui suivent, elle commence à faire mine d'être saoule afin d'obtenir des informations auprès de Deacon. Cependant, celui-ci devient vite suspicieux. la nuit de la Saint-Sylvestre, Nikki apprend par Gloria que Deacon travaillait le soir où Diane a été tué mais elle lui avoue aussi qu'il aurait pu facilement quitter son travail puisqu'il n'était pas surveillé. Elle s'empresse d'aller l'annoncer à Victor mais arrivée à la prison, elle voit encore Sharon avec lui et cette fois-ci avec une bague au doigt. En effet, Victor vient juste de demander Sharon en mariage et même si elle n'a pas dit oui, il souhaite qu'elle porte sa bague. Nikki accuse Sharon de manipuler Victor et de n'avoir attendu que ça depuis qu'elle s'est mariée avec Nick mais Victor lui assure que c'est son idée et qu'il veut être avec elle parce qu'elle est jeune et belle. Blessée, elle s'en va en pleurs en les accusant de détruire la famille encore plus qu'elle ne l'a déjà fait. Plus tard, Nikki trouve du réconfort auprès de Katherine et se demande comment les agissements de Victor peuvent encore la blesser depuis toutes ces années.
- Peu après, Nikki décide de fouiller dans l'ordinateur de Deacon, pendant que celui-ci se douche, mais se fait surprendre par celui-ci, qui manque de la tuer avant que Victoria n'arrive et frappe à la porte de leur chambre. Après le départ de Victoria et Nikki, Deacon se hâte de supprimer des fichiers sur son ordinateur. Cependant, avant que Victoria n'arrive, Nikki a eu le temps d'envoyer un fichier vidéo verrouillé sur son adresse mail. Grâce à Phyllis et Nick, elle réussit à le déverrouiller et tombe sur une sextape de Diane et Deacon datant de la veille de sa mort. Elle leur avoue pourquoi elle a épousé Deacon avant d'aller voir Victor et de lui expliquer aussi. Par la même occasion, elle lui demande de ne pas épouser Sharon. Ronan informe ensuite Nikki de la vidéo qu'il a reçue, tournée en Caméra Super 8 comme la sextape. Il devient donc évident que c'est Deacon qui a tourné toutes ces vidéos. Nikki tente alors de retrouver la caméra. Gloria lui dit qu'il aime prendre sa pause derrière le bar. Nikki y va mais surprend Deacon en train de prendre la caméra et se fait enlever. Deacon l'emmène dans un entrepôt et lui montre un extrait de vidéo sur laquelle elle tue Diane. Nikki est effondrée, Deacon se dit être désolé et qu'il voulait justement la protéger de la vérité quand Ronan arrive et montre à Nikki les autres images que Deacon a coupé au montage et qui prouvent qu'elle a tué Diane en légitime défense. Effectivement ce fameux soir, Nikki est retournée à Genoa après avoir vu la photo d'elle et Victor au lit dans les journaux et après avoir entendu Diane parler de son plan au téléphone avec Adam, elle a décidé de sortir de sa cachette dans le parc et de la confronter sur la passerelle. Le ton est vite monté entre les deux femmes, Nikki a coupé court à la conversation en lui disant qu'elle dirait tout à Victor mais Diane l'a suivi, l'a poussé au sol et a tenté de lui injecter une drogue paralysante avec une seringue tout en la serrant au cou. Nikki s'est donc débattue et après avoir réussi à attraper une pierre, elle a frappé Diane avec à plusieurs reprises jusqu'à ce que celle-ci la lâche. Couverte de sang, elle s'est ensuite évanouie. Nikki se rend alors à la prison pour en informer Victor mais arrive à la fin de sa cérémonie de mariage avec Sharon.

### La résolution de l'affaire Jenkins
- Adam, toujours amoureux de Sharon, décide vendre Beauté de la Nature, la filiale la plus rentable de l'entreprise, pour se venger du mariage de son père avec elle. Immédiatement, Jack lui demande de la lui vendre mais Adam a d'autres plans : il passe un marché avec Tucker dans lequel il lui demande de l'embaucher en échange de Beauté de la Nature. Ce qu'il ne sait pas, c'est que Tucker & Victor sont alliés à la commission des marchés financiers pour le faire tomber. Mais alors que leur plan se déroule à la perfection, Sharon découvre que Victor voulait piéger Adam depuis le débit en le plaçant à la tête de l'entreprise et lui dit toute la vérité. Pendant ce temps au ranch, Victor & Nikki se retrouvent et font l'amour. Victor lui annonce alors qu'il compte faire annuler son mariage avec Sharon. Nikki est contente mais lui confie ses craintes sur leur avenir ensemble. A Newman Entreprises, Adam et Sharon font l'amour, ce qui fait qu'Adam n'appelle pas Tucker pour lui communiquer les offres faites par les entreprises pour Beauté de la Nature. Par conséquent, la filiale est vendue au plus offrant, en l'occurrence, la société NMJ qui s'avère être la société écran de Geneviève Atkinson, la fiancée de Jack.
- Le soir même, Ronan fait arrêter toutes les personnes impliquées dans la mort de Diane. La police sait, grâce à Deacon que c'est Nikki qui a tué Diane en état de légitime défense mais de nombreuses zones d'ombres demeurent, comme le fait que des coussins avec des phrases renvoyant à chaque suspect aient été trouvés dans sa chambre ou encore la disparition de certains éléments de l'enquête. Deacon avoue que peu avant sa mort, Diane ne voulait plus faire partie du plan d'Adam mais elle avait absolument besoin d'argent pour rejoindre Kyle. Comme personne ne voulait l'aider, elle a accepté de marcher avec Adam le soir de sa mort et a demandé à Deacon de tout filmer. Il a donc filmé son meurtre. Pour faire croire que quelqu'un de plus fort avait tué Diane, il a donné d'autres coups de pierre sur la tête de Diane et jeter son corps dans la crique avant de ramasser le téléphone d'Ashley, voler la caméra dans le parc et prendre la seringue avant de les cacher derrière le Gloworn. Mais il avoue aussi que quelqu'un a volé toutes ses preuves. Comme aucun des suspects n'est en mesure d'aider la police, le procureur les arrête tous pour obstruction à la justice. Cependant, tout le monde est donc libéré le lendemain, le 30 janvier 2012 (épisode diffusé en France mi-mai 2015 sur TF1), Adam en premier étant donné que Sharon paie sa caution. Victor comprend tout de suite que Sharon a gâché son plan. Il n'est pas en colère mais lui demande d'ouvrir une bonne fois pour toutes les yeux sur Adam avant de lui dire qu'il va faire annuler leur mariage. Pendant ce temps, Paul décide d'aller au manoir de Geneviève afin de discuter avec Myrna, qui bizarrement disparaît toujours. Patty l'entend arriver et donc s'enfuit. Avec la permission de Geneviève, Il fouille dans sa chambre pour trouver des indices et met la main sur son ordinateur sur lequel il trouve des images des suspects avec Diane filmées par la caméra volée. Plus tard, Deacon avoue qu'une femme était avec lui dans le parc, elle a tout vu mais a dit qu'elle ne dirait rien. Il ajoute qu'il l'a un jour vu rôder derrière le Gloworn et qu'elle était obsédée par les chats. Paul se rend alors compte qu'il s'agit peut-être de Patty et quand il montre une photo d'elle à Deacon, il confirme que c'est bien elle.
- Le soir venu, après une discussion avec Jack, Geneviève prend conscience qu'elle a littéralement trahi Jack en achetant Beauté de la Nature dans son dos. Honteuse de ce qu'elle lui a fait, elle décide de ne pas se marier et de quitter la ville le soir-même. Elle écrit un mot dans lequel elle dit la vérité à Jack. Patty entre discrètement dans la maison et l'entend parler pendant qu'elle écrit. Après avoir fait livrer le mot à l'église, Geneviève monte, effondrée, à l'étage. Patty en profite alors pour lui voler sa robe de mariée, qu'elle a laissé sur le canapé, et réussit à intercepter le mot avant que le livreur n'arrive à l'église. Arrivée à l'église, la cérémonie commence. Elle avance vers l'autel et quand Jack soulève son voile, il la prend pour Emily (qui était en ville quelques jours auparavant et que Patty a imité la veille et le matin même). Folle furieuse, elle lui dit : « C'est Patty ! » avant de lui tirer dessus et de s'enfuir. Elle est ensuite retrouvée et arrêtée. Au poste de police, elle reconnaît avoir fait coudre les différentes expressions sur les coussins retrouvés dans la chambre de Diane, elle est donc la pièce manquante dans le meurtre de Diane, fermant ainsi le dossier. Toutes les charges retenues contre les suspects sont annulées, y compris Nikki qui, grâce à Ronan, n'est pas poursuivie pour le meurtre de Diane. Quant à Jack, il est inconscient, dans un état critique : la balle est logée près de sa moelle épinière, ce qui nécessite une opération d'urgence. Cependant, pendant l'opération, son cœur s'arrête. Les médecins parviennent à le réanimer sans retirer la balle. Ainsi, il devient paralysé. Paul prévient Geneviève, sur le point de quitter la ville, de ce qui s'est passé et celle-ci fonce à l'hôpital. Abby est surprise d'apprendre que Geneviève ne savait pas que Patty avait volé sa robe. Elle révèle alors aux Abbott qu'elle avait annulé le mariage. Nikki arrive et leur explique pourquoi. Alors, tous lui ordonnent de s'en aller.

### D'un bref retour avec Victor à une nouvelle relation avec Jack
- Victor et Nikki décident de se remettre ensemble après tous ces évènements. Elle espère réconcilier Victor et Victoria. Mais elle est stupéfaite quand William & Victoria lui avouent qu'ils pensent que Victor a fait venir Chelsea Lawson, la femme avec qui William a couché en Birmanie après avoir quitté Victoria et qui porte son enfant, et sa mère Anita pour les séparer une nouvelle fois. Ils la font alors douter de Victor mais elle décide de lui accorder sa confiance quand même. Cependant, après avoir découvert une boucle d'oreille d'Anita au ranch, dans le salon, elle la confronte et celle-ci lui avoue, ainsi qu'à William & Victoria, que c'est bien Victor qui les a envoyés à Genoa pour ruiner la relation de William & Victoria. Elle confronte Victor pour lui avoir menti et décide de le quitter en lui disant qu'il ne changera jamais. Cependant, quelques jours plus tard, ils se réconcilient après que Victor lui ait promis qu'il ne lui mentirait plus jamais.
- Parallèlement, Nikki se rapproche de Jack, le soutient dans l'épreuve qu'il subit et contre Geneviève. Il engage un kinésithérapeute, Sarge Wilder, aux méthodes assez radicales et finalement sources de tensions entre eux deux. Nikki joue alors le rôle de médiateur. Cependant, après maintes séances de kinésithérapie, Jack ne voit d'amélioration dans son état. Déterminé et surtout pressé pour pouvoir remarcher un jour, il décide de se faire opérer afin de retirer la balle, même si sa moelle épinière peut être endommagée et qu'il reste paralysé à vie. Quand Nikki l'apprend, elle le dit à Sarge mais Jack refuse de l'écouter. Alors, c'est en parlant de l'opération à sa famille notamment Ashley que Jack abandonne cette idée. Peu après, Jack lui avoue que Geneviève lui a proposé de lui vendre Beauté de la Nature à condition qu'il lui donne une seconde chance et qu'il a accepté. Elle n'en revient pas et le supplie de ne pas faire ça, en pensant que Geneviève a quelque chose derrière la tête. C'est alors qu'il lui dit qu'il ne ferait pas si elle acceptait de quitter Victor et de se remarier avec lui. Mais étant donné qu'elle ne le fera pas, la question ne se pose pas. Alors, il décide d'organiser son mariage avec Geneviève à Las Vegas.
- Cependant, Nikki se rend compte que Victor n'est pas honnête avec elle, ce qui a le don de l'énerver comme tout ce qu'il fait contre les membres de la famille en prétendant qu'il a agi pour leur bien. De plus, elle constate qu'il se rapproche de plus en plus de Geneviève et non pas seulement pour récupérer Beauté de la Nature comme il le dit. Le 9 avril (épisode diffusé en France le 6 juillet 2015 sur Tf1), après une dispute avec Victoria à propos d'Adam, Chelsea disparait et est introuvable. Bien que réticente, Victoria demande à son père de la retrouver, étant donné qu'il a réussi à le faire une première fois. Victor accepte de l'aider, en affrétant même un hélicoptère à la police, mais ne parle même pas de la disparition de Chelsea à Nikki. C'est donc Victoria qui lui dit. Nikki confronte alors Victor qui lui fait comprendre qu'il n'a pas jugé bon de lui en parler étant donné que l'enfant ne fera jamais partie de la famille. Finalement, Adam retrouve Chelsea, tombée dans un lac gelé et l'accouche avant d'appeler les urgences. À l'hôpital, Chelsea confirme à William et Victoria qu'elle leur confie le bébé. Alors, Victoria décide de l'appeler John, en l'honneur de son grand-père. Plus tard, elle entend au cours d'une conversation avec Chelsea, Victor la soudoyer et avouer qu'il l'a envoyé en Birmanie pour qu'elle séduise William à la base. Ensuite, elle se rend à Las Vegas afin d'empêcher Jack d'épouser Geneviève et est surprise de voir Victor, qui a suivi Geneviève, dans le même hôtel. Elle le confronte à propos de sa conversation avec Chelsea et prend la décision de le quitter, bien qu'elle l'aime, ne supportant plus ses choix et manipulations. Au même moment, Jack décide d'annuler son mariage avec Geneviève, réalisant qu'elle a vraiment des sentiments pour lui contrairement à lui. Nikki rejoint Jack dans sa chambre et trouve chacun en l'autre un réconfort. Soudain, ils s'embrassent puis font l'amour. Dans la chambre de Victor, Geneviève arrive avec une bouteille de champagne et signe le contrat dans lequel elle lui cède officiellement Beauté de la Nature et devient la nouvelle PDG de la filiale fusionnée avec Newman Cosmétiques. Ils finissent aussi par coucher ensemble de leur côté. Le lendemain, le 17 avril, Victoria & William organisent une fête chez eux pour la sortie de l'hôpital de Johnny. La fête se passe bien jusqu'à ce que Victor et Geneviève débarquent en annonçant qu'ils sont désormais en couple et que Beauté de la Nature a un nouveau propriétaire et une nouvelle PDG. Nikki met alors sa main sur l'épaule de Jack pour faire comprendre à Victor qu'elle aussi est passée à autre chose. William met fin à la fête, demandant aux invités de partir. Victoria confronte son père par rapport au plan qu'il a élaboré du début à la fin pour la séparer de William, le met dehors et lui ordonne de ne plus jamais revenir. Quant à Nikki, elle déménage ses affaires du ranch et s'installe chez Victoria.

### Le nouveau mariage de Nikki et Jack
Elle a commencé à renouer avec Jack qui souffrait d'une blessure par balle, tirée par Patty Williams. Cette blessure l'a paralysé. Leur relation commence à chauffer, à la grande déception de Kyle, mais il accepte la relation. Nikki et Jack se remarient. Le jour de son mariage, Victor se remarie avec Sharon Newman, mais il disparaît soudainement. Nikki a fini par quitter Genoa City pour tenter de retrouver Victor. Quand elle revient, Jack a décidé qu'ils devaient divorcer. Victor est revenu plus tard, après avoir vécu à Los Angeles. Il retrouve Nikki et a entrepris de détruire Sharon et Tucker McCall qui a pris le contrôle de Newman Entreprises pendant son absence.
Quelque temps plus tard, Victor perd le contrôle de Newman Entreprises et Jack le gagne. Victor subit une crise cardiaque. Plus tard, Sharon brûle le Ranch Newman au cours d'une dépression nerveuse.

### La terrible maladie
Victor sort de l'hôpital. Nikki et lui se fiancent. Toutefois, leur engagement a été ralenti en raison de la découverte que Nikki a été diagnostiquée d'une sclérose en plaques.

### Un4emariagepour Nikki et Victor et le décès de sa meilleure amie, Katherine
Victor et Nikki se marient enfin le 20 mars 2013. La cérémonie se termine avec Adam Newman qui prend la balle d'un assassin. La balle était destinée à Victor. Il sauve donc son père. Adam a survécu. Lui et Victor ont commencé à reconstruire leur relation père/fils. Nikki a continué ses traitements de la SEP et s'occupe de collecter des fonds pour la recherche. Katherine Chancellor est décédée en août 2013 après un séjour de 3 mois dans le monde entier. Katherine laisse une lettre à Nikki. Elle l'encourage à retrouver l'enfant qu'elle avait eu après son séjour dans une secte.

### Nikki découvre que Dylan est son fils
À la fin des années 70, Ian Ward faisait partie des prêcheurs de la secte dans laquelle Nikki et Paul se sont retrouvés. Il viole Nikki et celle-ci tombe enceinte. Elle quitte Genoa City. Elle accouche dans une église à Chicago. Les bonnes sœurs lui prennent le bébé sans même que Nikki voit le sexe du bébé. Plus tard, en voulant récupérer son bébé, Pénélope Harisson adopte le bébé et décide de le faire passer pour le sien. Elle nomme le bébé Dylan. En novembre 2013, elle découvre que Dylan est son fils. Elle décide d'organiser une soirée au club avec toute la famille réunie. Ian Ward revient à Genoa City quelque temps après ce qui perturbe Nikki qui est malade.

### Nikki apprend que Victor a engagé un sosie de Cassie
En avril 2014, Nicholas veut parler tout de suite à son père. Nikki lui demande pourquoi. Il lui raconte que Victor a engagé un sosie de Cassie pour séparer Nicholas et Sharon. Nikki confronte alors Victor et le compare à Ian Ward. Elle ne supporte pas ce qu'il fait subir à ses enfants et ses petits-enfants. Elle décide de déménager à l'Athletic Club.

### Nikki apprend que Dylan est le fils de Paul
Le 21 juin 2014, on apprend que Dylan est le fils de Paul et non de Ian Ward.
- (en) Cet article est partiellement ou en totalité issu de l’article de Wikipédia en anglais intitulé « Nikki Newman » (voir la liste des auteurs).